# Río Kaverze
El río Kaverze (en ruso: Каверзе) o río Kobza (Кобза) o río Joarze (Хоарзе), o río Tjamajinskaya shel (Tхамахинская щель) es un río de la Entidad municipal de la ciudad de Goriachi Kliuch, en las vertientes noroccidentales del Cáucaso en el krai de Krasnodar, de Rusia. Es afluente del río Psékups, tributario del Kubán.

## Curso
Tiene 25 km de longitud y una cuenca de 148 km². Nace 5 km al norte de Moldavanovka (Tuapsé, Krasnodar). Durante todo su curso predomina el rumbo nordeste. Atraviesa las localidades de Jrebtovoye, Mirni y Piatigorskaya, desembocando el Psékups menos de 1 km antes de llegar a Goriachi Kliuch.